# Hyparrhenia rudis
Hyparrhenia rudis är en gräsart som beskrevs av Otto Stapf. Hyparrhenia rudis ingår i släktet Hyparrhenia och familjen gräs. Inga underarter finns listade i Catalogue of Life.